# Skäggtömmad smörbult
Skäggtömmad smörbult (Proterorhinus marmoratus) är en fiskart som först beskrevs av Pallas, 1814.  Skäggtömmad smörbult ingår i släktet Proterorhinus och familjen smörbultsfiskar. IUCN kategoriserar arten globalt som livskraftig. Arten har ej påträffats i Sverige. Inga underarter finns listade i Catalogue of Life.